# Сейнт Дженевив (окръг, Мисури)
Окръг Сейнт Дженевив (на английски: Sainte Genevieve County) е окръг в щата Мисури, Съединени американски щати. Площта му е 1318 km², а населението - 17 720 души. Административен център е град Сейнт Дженевив.